# Oiê

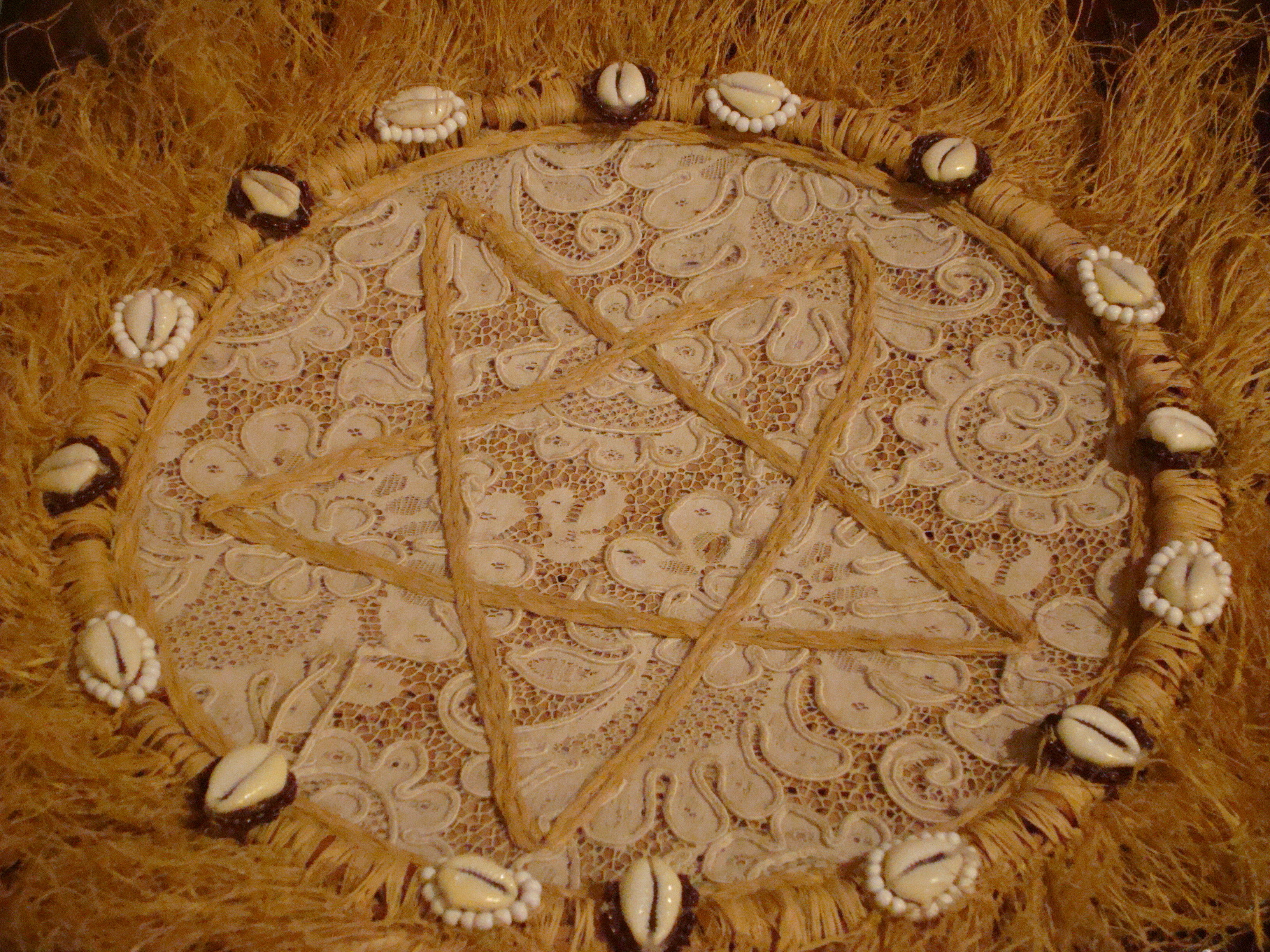
Opom Meridilogum

Oié (em iorubá: oyè) ou decá (em iorubá: deká) é um cargo ritualístico na cultura Jeje-Nagô. É outorgado por um sacerdote do candomblé, babalorixá ou ialorixá a um elegum, geralmente na obrigação ou depois do odu ejé. É chamado de Auom Ipó Orixá (Àwon Ipò Òrìsà) e Decá (Deka) no candomblé de angola.

## Complexidade
Neste ritual complexo e exaustivo, tem início até mais de um ano retroativo, pois é necessário a construção de um Ilê Axé com a preparação devida de Onilé, fundação de um peji e vários outros assentamentos de orixás, iniciação ritual dos atabaques, Agogô, adjá etc.

## Apetrechos
No dia propriamente dito da entrega do Oiê, um grande cabaça denominada de ibá, também chamada de cuia de axé é recheada com vários objetos sagrados, que o novo sacerdote vai utilizar durante muito tempo de sua vida sacerdotal, até mesmo na sua ultima obrigação chamada de axexê, contendo obi, orobô, aridã, ecodidé, navalha, faca, tesoura, efum, limo da costa e o importante fio de conta mais cobiçado do povo nagô o Humgebê.

## Desfecho
Sob o ibá encontra-se um Opom merindilogum, "Peneira de palha" ornada com búzio e palha da costa, onde está depositado o mais precioso e poderoso instrumento de consulta aos Orixás africanos, chamado de merindilogum.
A entrega da cuia de axé geralmente é feita no barracão na presença de todos presentes, logo em seguida o orixá do novo sacerdote responde, confirmando à aceitação, todavia o mesmo é submetido a teste de aprendizado tendo que jogar os búzios na presença dos sacerdotes mais velhos, inclusive de outros terreiros.

## bibliografia
Orun Aiye. O encontro de dois mundos - José Beniste - Editorial, Bertrand Brasil página 238.